# Pampulha

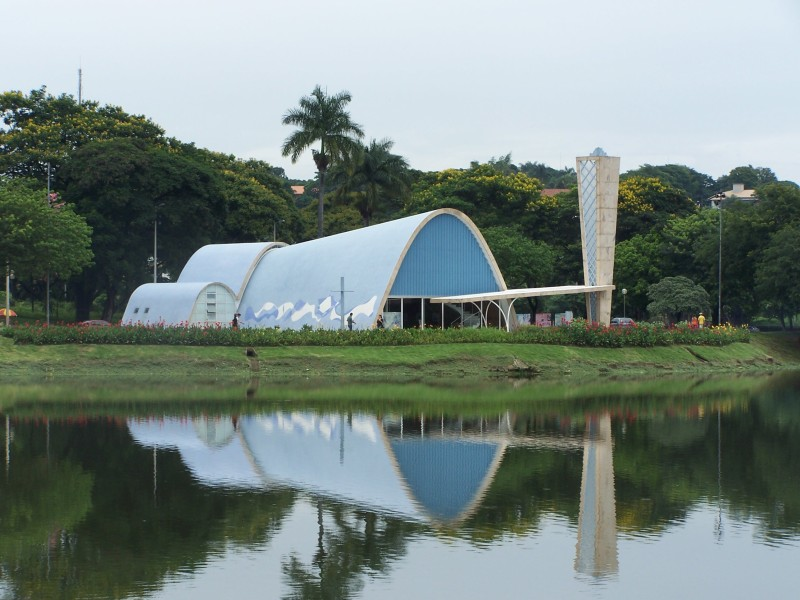
Iglesia de San Francisco de Asís.

La región administrativa de Pampulha.

Pampulha es una laguna artificial ubicada en Belo Horizonte, Brasil, y uno de los principales lugares de interés turístico de la ciudad. Alrededor de ella se encuentra un importante conjunto de monumentos arquitectónicos. Además, Pampulha también es el nombre del barrio residencial que la rodea y de una de las regiones administrativas de la ciudad.
Se ubican en Pampulha el conjunto arquitectónico moderno de Pampulha, la Universidad Federal de Minas Gerais, el estadio de fútbol Gobernador Magallanes Pinto (Mineirão) y el del Periodista Felipe Drummond (Mineirinho) y otros clubes de fútbol. Dentro del conjunto arquitectónico moderno de Pampulha se encuentran la Iglesia de San Francisco de Asís, la Casa do Baile, el Iate Club y el Museo de Arte de Pampulha (estos últimos cuatro edificios diseñados por Oscar Niemeyer).

## Conjunto arquitectónico
En la década de 1940 se construyó un lago artificial siendo prefecto Juscelino Kubitschek. En el entorno Oscar Niemeyer proyectó un conjunto arquitectónico que se convirtió en referente e influyó en la Arquitectura Moderna Brasileña. Forman parte de este conjunto la Iglesia de San Francisco de Asís, el Museo de Arte, la Casa de Baile o el Club de Tenis. Los jardines de Burle Marx, las obras pictóricas de Portinari y las esculturas de Ceschiatti, Zamoiski y José Pedrosa completan y revalorizan el proyecto creado para el entorno del lago Pampulha. El proyecto contempla también opciones de ocio como el Gimnasio Mineirinho, el Jardín Zoológico, un Centro Ecuestre y carriles-bici y paseos peatonales. También se encuentra el Estadio Magallanes Pinto, más conocido como Mineirão. MIÑAÑU